# Gastrochilus somai
Gastrochilus somai — многолетнее эпифитное трявянистое растение семейства Орхидные. 
Вид не имеет устоявшегося русского названия, в русскоязычных источниках используется научное название Gastrochilus somai.
По данным Королевских ботанических садов в Кью, вида с названием Gastrochilus somai не существует.

## Синонимы
Saccolabium somai Hayata 1914 

## Биологическое описание
Миниатюрный моноподиальное растение.
Листья двурядные, кожистые. Корни многочисленные, довольно толстые, в основном воздушные.
Цветонос короткий с многочисленными небольшими цветками. Цветки мясистые, выразительные, диаметром около 1,8 см.

## Ареал
Тайвань.
В природе редок. Относится к числу охраняемых видов (II приложение CITES).

## В культуре
Свет: от слабого до умеренного; 20000—30000 люкс (рассеянный свет, лёгкое притенение).
Температурная группа: от умеренной до тёплой. Температура воздуха — 25—26°С днем и 17—18°С ночью. Годовой перепад около 9°С. По некоторым данным для цветения необходима зимовка при температурах 10—15°С.
Этот вид отлично подходят для орхидариума с влажностью воздуха 65—80%. При относительной влажности 90—100% необходима постоянная циркуляция воздуха.
Для цветения необходимы заметные перепады дневных и ночных температур. Наиболее предпочтительна посадка на блок.
Цветёт, как правило, один раз в год. Сезон цветения зависит от широты местности и от того, растет ли ваше растение при естественном освещении, или длина светового дня регулируется искусственно. В Северном полушарии цветение чаще всего происходит весной.
В период активной вегетации полив обильный, с просушкой корней между поливами. В зимний период, при понижениях температур, полив сокращают.